# Ourisia
Ourisia là chi thực vật có hoa trong họ Plantaginaceae.

## Phân bố
Các loài trong chi này có trong khu vực từ tây bắc Venezuela đến tây và nam Nam Mỹ, bao gồm các quốc gia như Argentina (tây bắc, nam), Bolivia, Chile (bắc, trung, nam), Colombia, Ecuador, Peru và Venezuela.

## Các loài
Danh sách loài dưới đây lấy theo Plants of the World Online:
- Ourisia alpina Poepp. & Endl., 1835
- Ourisia biflora Wedd., 1860
- Ourisia breviflora Benth., 1860
- Ourisia caespitosa Hook.f., 1853[4]
- Ourisia chamaedrifolia Benth., 1846
- Ourisia coccinea (Cav.) Pers., 1806
- Ourisia cockayniana Petrie, 1896:[4] New Zealand.
- Ourisia colensoi Hook.f., 1864[4]
- Ourisia confertifolia Arroyo, 1984[4]
- Ourisia cotapatensis Meudt & S.Beck, 2003
- Ourisia crosbyi Cockayne, 1915[4]
- Ourisia fragrans Phil., 1864
- Ourisia fuegiana Skottsb., 1916
- Ourisia glandulosa Hook.f., 1864[4]
- Ourisia goulandiana Arroyo, 1984[4]
- Ourisia integrifolia R.Br., 1810[4]
- Ourisia lactea Cockayne & Allan ex Cockayne & Sledge, 1932[4]
- Ourisia macrocarpa Hook.f., 1853[4]
- Ourisia macrophylla Hook., 1843[4]
- Ourisia microphylla Poepp. & Endl., 1835
- Ourisia modesta Diels, 1909[4]
- Ourisia muscosa Benth., 1846
- Ourisia polyantha Poepp. & Endl., 1835
- Ourisia prorepens Petrie, 1892[4]
- Ourisia pulchella Wedd., 1860
- Ourisia pygmaea Phil., 1858
- Ourisia remotifolia Arroyo, 1984[4]
- Ourisia ruellioides (L.f.) Kuntze, 1898
- Ourisia serpyllifolia Benth., 1846 (gồm cả Ourisia melaspermioides).
- Ourisia sessilifolia Hook.f., 1864[4]
- Ourisia simpsonii (B.J.Moore) Arroyo, 1984[4]
- Ourisia spathulata Arroyo, 1984[4]
- Ourisia vulcanica L.B.Moore, 1961[4]

## Thư viện ảnh

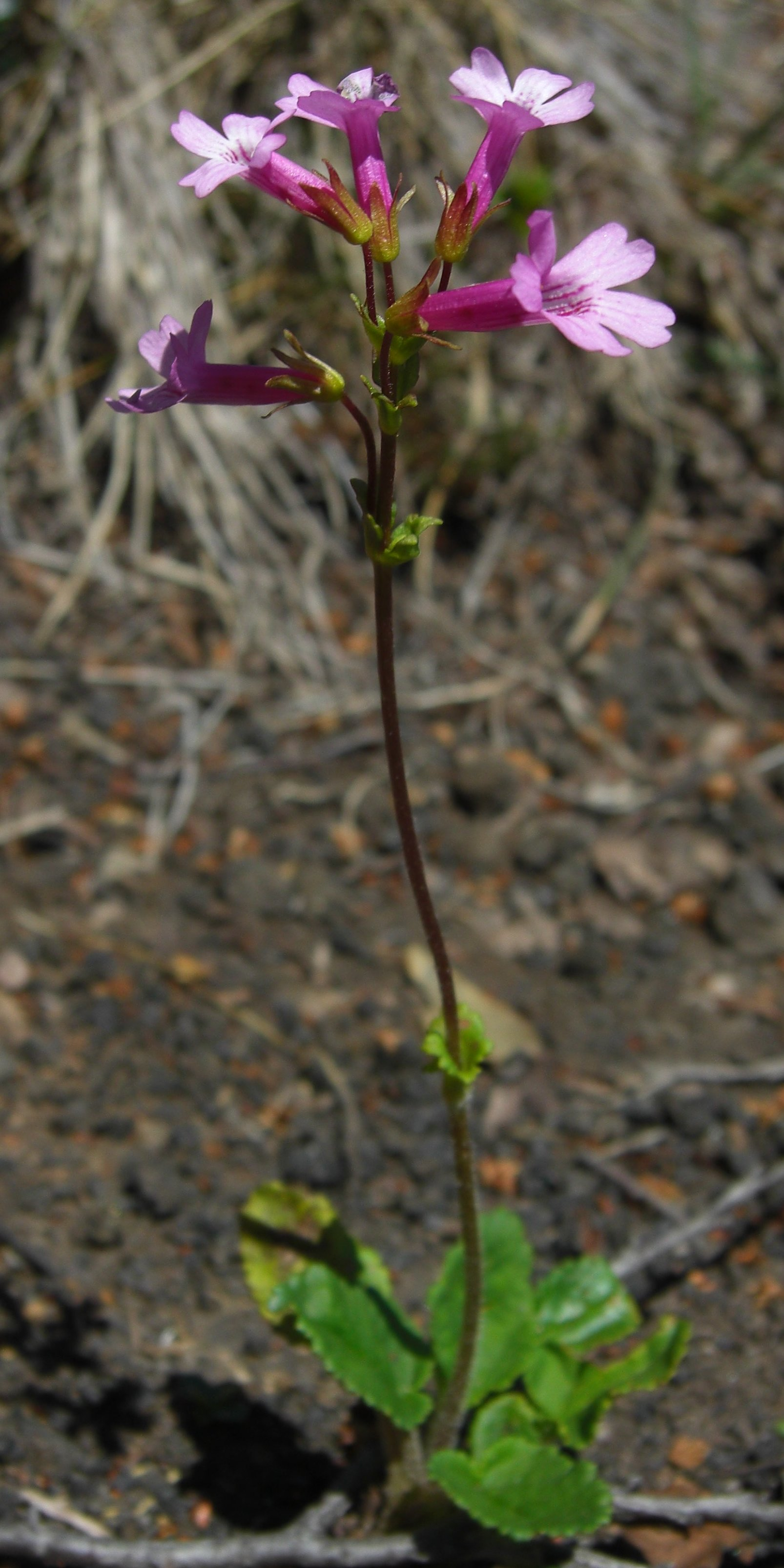
Ourisia alpina
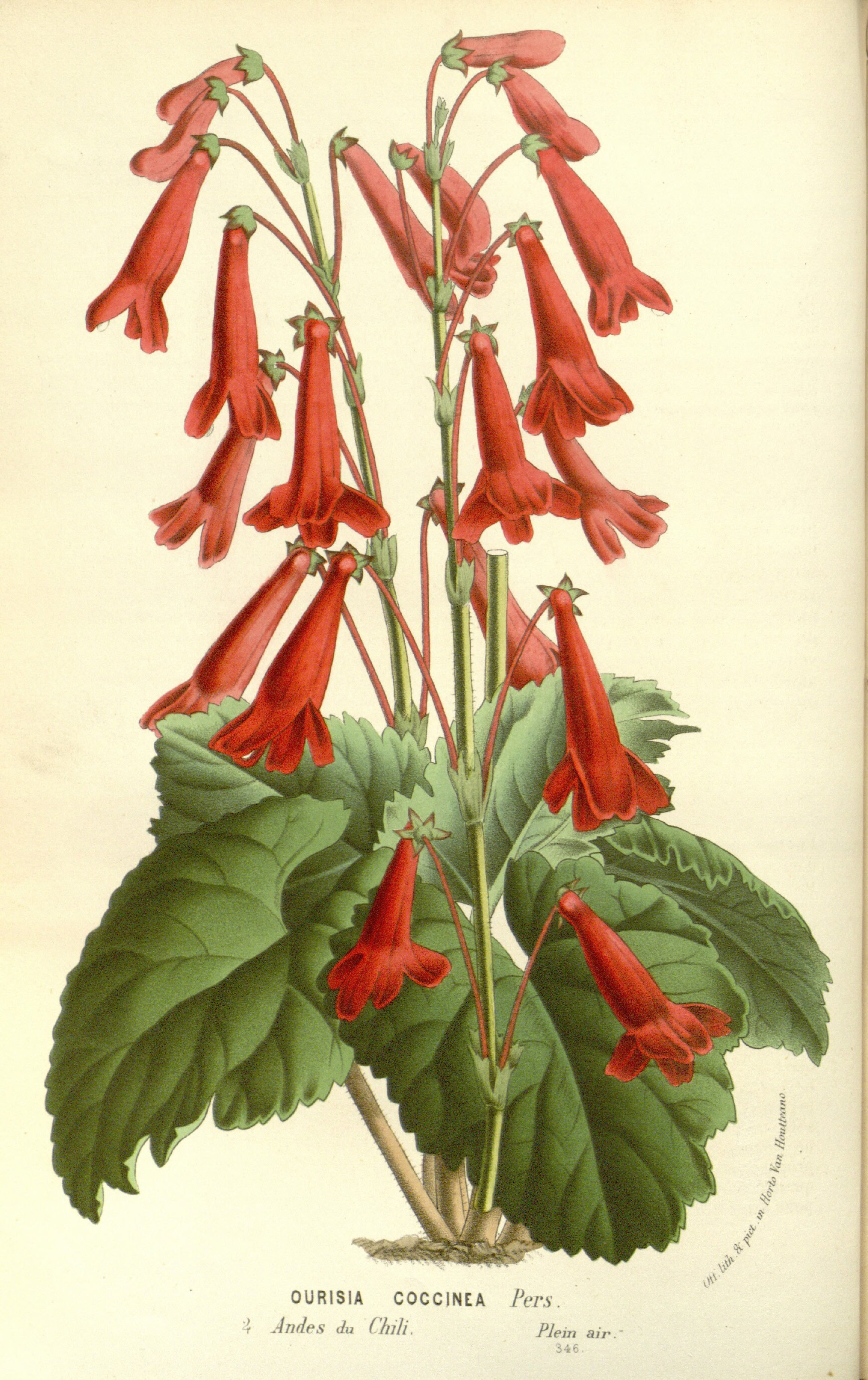
Ourisia coccinea
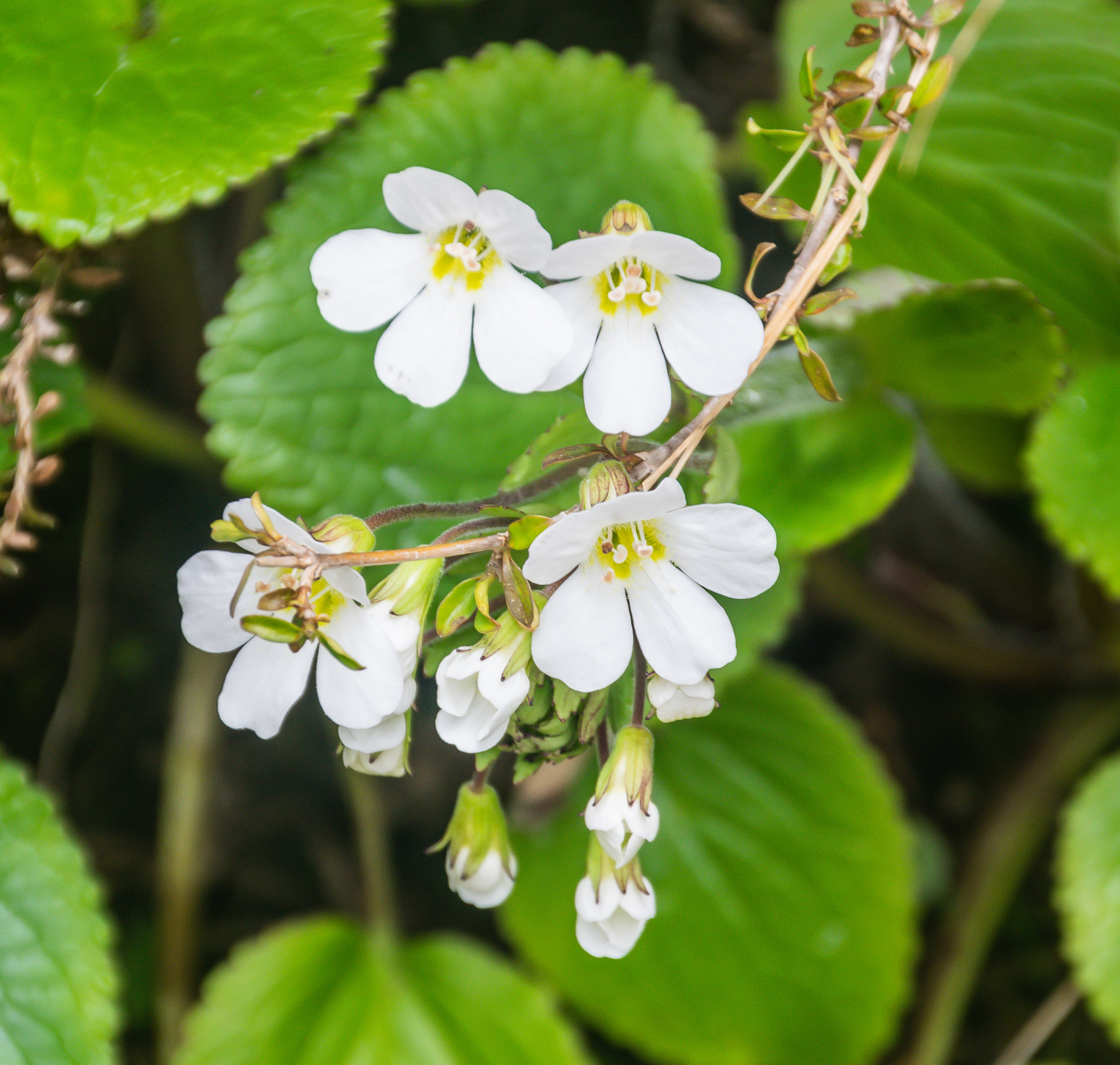
Ourisia macrophylla
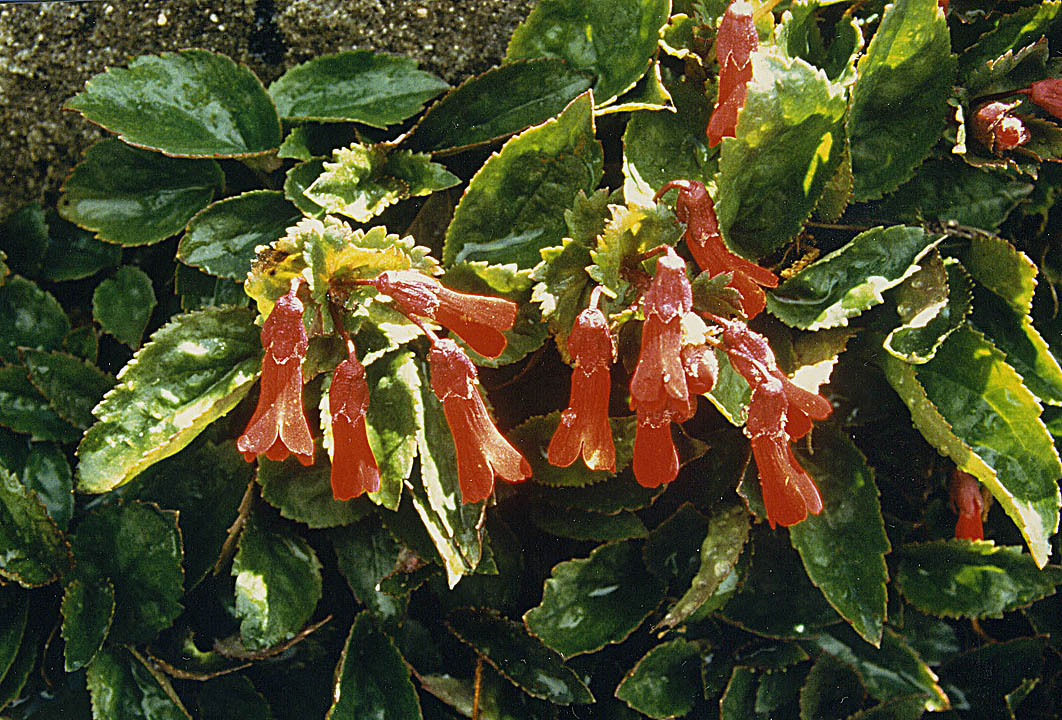
Ourisia ruelloides